# Pem Tshering
Pem Tshering (* 10. September 1975) ist eine ehemalige bhutanische Bogenschützin. 

## Karriere
Pem Tshering nahm bei den Olympischen Sommerspielen 1992 in Barcelona im Einzelwettkampf teil, wo sie den 60. Platz belegte. Mit der bhutanischen Mannschaft belegte sie im Mannschaftswettkampf den 17. Rang.